# Patientlagen
Patientlagen (2014:821) är en lag som infördes den 19 juli 2014. Patientlagen genomgick en mindre uppdatering 1 april 2017 i och med SFS 2017:66.
Lagen klargör patientens rättigheter till tillgänglig vård (2 kap.), information om sitt hälsotillstånd, behandlingsalternativ och om möjligt prognos (3. kap). Förutsättningarna för samtycke (4 kap.) och delaktighet i vården (5 kap.) behandlas också, liksom rätten till fast vårdkontakt (6 kap.) och i vissa fall second opinion (8 kap.). 
Sista kapitlet sammanfattar i korthet patientens rättigheter i samband med klagomål som framförs till patientnämnd eller vårdgivare och rätten till information om och att anmäla vårdskador. De lagar som reglerar dessa rättigheter finns annars utspridda i flera lagtexter inklusive patientsäkerhetslagen och Lag (2017:372) om stöd vid klagomål mot hälso- och sjukvården, som reglerar patientnämndernas verksamhet.
Myndigheten för vård- och omsorgsanalys har på regeringens uppdrag följt upp lagen. Rapport 2021:10, "En lag som kräver omtag"(https://www.vardanalys.se/rapporter/en-lag-som-kraver-omtag/), visar att det, utifrån patienternas erfarenheter av vården, finns flera brister i patientlagens genomslag och få tecken på förbättringar i lagens efterlevnad över tid.  